# Baraona
Baraona je obec ve španělské provincii Soria v autonomním společenství Kastilie a León. V roce 2018 zde žilo 142 obyvatel. Leží v časovém pásmu UTC+01:00. Rozloha obce činí 116 km2 a hustota zalidnění je tak 1,2 obyvatel km2. 